# Ross River (Todd River)
Der Ross River ist ein Fluss im Südosten des australischen Northern Territory.

## Geografie

### Flusslauf
Der Fluss entspringt im Trephina Gorge Nature Park in den MacDonnell Ranges östlich von Alice Springs und fließt von dort nach Südosten. Unweit seiner Quelle unterquert er den Ross Highway. Bei der Siedlung Ross River wendet er seinen Lauf nach Süden und mündet nördlich der Siedlung Todd River in den Todd River.

### Nebenflüsse mit Mündungshöhen
Er hat folgende Nebenflüsse:
- Trephina Creek – 535 m
- Mount Benstead Creek – 512 m
- Bitter Springs Creek – 511 m